# Memoriał Alfreda Smoczyka 1971
XXI Memoriał Alfreda Smoczyka odbył się 24 października 1971. Zdzisław Dobrucki – drugie zwycięstwo turnieju.

## Wyniki
- 24 października 1971 (niedziela), Stadion im. Alfreda Smoczyka (Leszno)
- Najlepszy Czas Dnia: Zdzisław Dobrucki – 73,10 sek. w 1 wyścigu

| Msc. | Zawodnik                  | Klub                     | Pkt |             |  |
| ---- | ------------------------- | ------------------------ | --- | ----------- |  |
| 1    | (1) Zdzisław Dobrucki     | Unia Leszno              | 15  | (3,3,3,3,2) |  |
| 2    | (9) Jerzy Szczakiel       | Kolejarz Opole           | 14  | (3,u,3,3,3) |  |
| 3    | (8) Zbigniew Jąder        | Unia Leszno              | 12  | (2,2,2,3,3) |  |
| 4    | (7) Zbigniew Marcinkowski | Zgrzeblarki Zielona Góra | 11  | (3,3,3,0,2) |  |
| 5    | (2) Marek Cieślak         | Włókniarz Częstochowa    | 11  | (2,3,3,2,1) |  |
| 6    | (5) Zygfryd Friedek       | Kolejarz Opole           | 10  | (1,1,2,3,3) |  |
| 7    | (14) Alojzy Norek         | Unia Leszno              | 9   | (3,1,1,2,2) |  |
| 8    | (12) Zbigniew Podlecki    | Wybrzeże Gdańsk          | 7   | (0,3,0,1,3) |  |
| 9    | (10) Andrzej Tkocz        | ROW Rybnik               | 7   | (2,w,2,2,1) |  |
| 10   | (11) Paweł Protasiewicz   | Zgrzeblarki Zielona Góra | 6   | (1,2,1,1,1) |  |
| 11   | (16) Jerzy Wilim          | ROW Rybnik               | 4   | (2,1,d,1,0) |  |
| 12   | (13) Andrzej Szostek      | Włókniarz Częstochowa    | 4   | (u,2,1,0,1) |  |
| 13   | (3) Stanisław Kowalski    | Wybrzeże Gdańsk          | 3   | (0,1,0,d,2) |  |
| 14   | (4) Henryk Żyto           | Wybrzeże Gdańsk          | 3   | (1,d,d,2,d) |  |
| 15   | (15) Kazimierz Grudziński | Start Gniezno            | 3   | (1,0,1,1,0) |  |
| 16   | (6) Antoni Woryna         | ROW Rybnik               | 0   | (d,-,-,-,-) |  |
|      | (R1) Bernard Jąder        | Unia Leszno              | 4   | (2,2,0,u)   |  |

## Bieg po biegu
1. (73,10) Z. Dobrucki, Cieślak, Żyto, St. Kowalski
2. (77,10) Marcinkowski, Zb. Jąder, Friedek, Woryna (d)
3. (76,80) Szczakiel, A. Tkocz, Paweł Protasiewicz, Podlecki
4. (77,30) Norek, Wilim, Grudziński, Szostek (u)
5. (77,50) Z. Dobrucki, Szostek, Friedek, Szczakiel (u)
6. (77,80) Cieślak, B. Jąder, Norek, A. Tkocz (w/su) / B. Jąder za Worynę
7. (76,80) Marcinkowski, Paweł Protasiewicz, St. Kowalski, Grudziński
8. (77,40) Podlecki, Zb. Jąder, Wilim, Żyto (d)
9. (76,00) Z. Dobrucki, B. Jąder, Paweł Protasiewicz, Wilim (d) / B. Jąder za Worynę
10. (78,80) Cieślak, Friedek, Grudziński, Podlecki
11. (76,80) Szczakiel, Zb. Jąder, Norek, St. Kowalski
12. (78,00) Marcinkowski, A. Tkocz, Szostek, Żyto (d)
13. (75,40) Z. Dobrucki, Norek, Podlecki, Marcinkowski
14. (77,60) Zb. Jąder, Cieślak, Paweł Protasiewicz, Szostek
15. (78,00) Friedek, A. Tkocz, Wilim, St. Kowalski (d)
16. (77,50) Szczakiel, Żyto, Grudziński, B. Jąder / B. Jąder za Worynę
17. (77,80) Zb. Jąder, Z. Dobrucki, A. Tkocz, Grudziński
18. (78,20) Szczakiel, Marcinkowski, Cieślak, Wilim
19. (78,40) Podlecki, St. Kowalski, Szostek, B. Jąder (u) / B. Jąder za Worynę
20. (78,20) Friedek, Norek, Paweł Protasiewicz, Żyto (d)